# Invasion de la Jamaïque
Guerre anglo-espagnole (1654-1660)
L'invasion de la Jamaïque est une expédition militaire menée par les Anglais dans les Grandes Antilles en 1655. Elle permit aux troupes anglaises de chasser les Espagnols de l'île de la Jamaïque et de faire passer celle-ci dans l'Empire britannique.

## Contexte
Depuis 1654, le Protectorate d'Olivier Cromwell et l'Espagne se livrent une guerre qui concerne leurs empires coloniaux respectifs. C'est dans ce climat conflictuel qu'une expédition maritime commandée par William Penn et Robert Venables tente de prendre la colonie espagnole d'Hispaniola. Cependant, le siège qu'ils organisent devant Santo Domingo en avril 1655 se solde par une défaite, et les troupes anglaises sont forcées de rembarquer. Devant cet échec, Penn et Venables décident de se rabattre sur une cible plus facile : la Jamaïque, espagnole depuis 1494 (dans les faits depuis 1509).
La colonie jamaïquaine est peu peuplée, la population des colons blancs ne s'élevant qu'à 1 500 personnes, hommes, femmes et enfants confondus. En outre, l'île n'a que peu de défense, et paraît bien peu armée face aux 7 000 hommes de troupe que commandent Penn et Venables.

## La conquête
Les colons espagnols aperçoivent la flotte anglaise le 19 mai. Aussitôt averti, le gouverneur Juan Ramírez de Arellano essaie d'organiser une faible résistance. À l'aube du 21 mai, les envahisseurs débarquent à l'emplacement de l'actuelle Cagway Bay (en) et commencent l'attaque de la place forte espagnole. Très vite, les défenseurs de l'île, inexpérimentés, reculent face à l'avancée anglaise. Les batteries espagnoles sont ainsi abandonnées les unes après les autres, tandis que la capitale de la colonie, St Jago de la Vega, est prise par les troupes de Penn le 22 mai, forçant Arellano à des pourparlers.
Venables fixe les règles de la capitulation espagnole. Faisant savoir que la Jamaïque est désormais possession du Protectorate, il ordonne aux colons espagnols de quitter l'île avant quinze jours sous peine de mort. Arellano est obligé de donner son accord le 27 mai. Il part pour Campeche quelques jours plus tard, mais mourra pendant le voyage.
La majorité des colons espagnols firent de même, désertant selon les ordres de Venables l'île pour Cuba ou le Mexique. Un grand nombre d'esclaves noirs, profitant de ce mouvement d'exode pour s'enfuir ou gagner tout simplement leur liberté de leurs maîtres, s'émancipèrent et se réfugièrent dans l'intérieur de la Jamaïque, devenant marrons, c'est-à-dire révoltés. Eux et leurs descendants entretinrent pendant plus d'un siècle et demi un mouvement de guérilla contre les installations coloniales. Ce mouvement fut soutenu par certains Espagnols qui ne reconnaissaient pas l'accord anglo-espagnol de 1670 et se mirent à organiser des actions de résistance. Plusieurs colons espagnols s'établirent ainsi à l'intérieur de l'île, et, s'alliant aux esclaves marrons, ils commencèrent contre l'occupant anglais un long mouvement de guérilla.

## Conséquences
La Jamaïque resta britannique jusqu'à son indépendance en 1962, même si les Espagnols montèrent par la suite plusieurs expéditions afin de tenter de reprendre leur ancienne colonie. La bataille d'Ocho Rios en 1657, puis celle de Rio Nuevo en 1658 se soldèrent toutes par des défaites espagnoles. Le traité de Madrid de 1670 confirma la conquête anglaise de l'île et le fait que celle-ci était désormais une colonie anglaise.
William Penn et Robert Venables ne furent pourtant pas récompensés pour cette prise. À leur retour à Londres, Olivier Cromwell décida de les enfermer dans la tour de Londres pour ne pas avoir atteint leur objectif initial, à savoir la prise de contrôle d'Hispaniola. Leur conquête ne fut cependant pas remise en cause. Quant aux membres de l'expédition Penn-Venables restés en Jamaïque, ils furent durement touchés par la maladie. Sur 7 000 soldats, il n'en restait plus que 2 500 après l'invasion. La plupart avaient succombé aux fièvres tropicales.
Sous administration anglaise, la Jamaïque allait être le théâtre d'une traite des esclaves massive au XVIIIe siècle, qui alimenta une industrie du sucre prospère. Ainsi, dans la seconde moitié du XVIIIe siècle, l'île constituait la colonie anglaise des Antilles la plus riche, étant la seconde colonie européenne exportatrice de sucre après celle française de Saint-Domingue.